# Madonna en la Gloria con cuatro santos
La Madonna en la Gloria con cuatro santos es un óleo sobre tabla de 205 x 309 cm de Andrea del Sarto y colaborador, de 1530 y conservada en la Galería Palatina de Florencia.

## Historia
La obra fue pintada para la abadía vallombrosana de Poppi, dedicada a san Fiel de Como. Fue una de las últimas obras pintadas por el artista, dejada incompleta a su muerte y completada por Vincenzo Bonilli apodado Morgante, el cual puso quizás la fecha sobre la rueda de santa Catalina, considerada apócrifa. En 1531 está registrado un pago por la obra a la viuda de Andrea del Sarto.
Fernando III de Lorena adquirió la tabla en 1818, tras una inspección de Antonio Ramírez de Montalvo y del restaurador Samperi. La atribución de la obra era discordante entre la crítica, respecto al porcentaje de mano de Andrea del Sarto, pero la restauración de 1986 confirmó que Bonilli solo ejecutó los últimos retoques.
Se conservan numerosos estudios preparatorios.

## Descripción y estilo
Andrea del Sarto se inspiró, como de costumbre en sus últimos años, en su propio repertorio, rediseñando esquemas ya usados en otras obras como la Asunción Passerini o la Disputa sobre la Trinidad.
La mitad inferior está ocupada por un grupo de cuatro santos ligados a los vallombrosanos de Poppi, desde la izquierda: san Bernardo degli Uberti, vestido de obispo y con el sombrero cardenalicio en el suelo, san Fiel de Como titular de la iglesia, con la espada y la armadura, santa Catalina de Alejandría, con la rueda rota, y san Juan Gualberto, con el bastón y el crucifijo. Estos están dispuestos en primer plano, con una colocación que no fuerza al simple alineamiento, sino creando un conjunto más variado, donde los dos santos de rodillas en el centro aparecen uno de frente y la otra de perfil pero mirando también al espectador, involucrándolo. El paisaje rocoso de abruptos espolones detrás tiene algo de fantástico y recuerda quizás las aspereza de Casentino.
La mitad superior muestra a la Virgen ascendiendo a la Gloria, sentada en una nube ante un luminoso resplandor y acompañada a los lados de un simétrico corro de seis angelitos.
La composición aparece así ricamente articulada, con sutilezas técnicas sin precedentes en tonos ahora brillantes ahora transparentes, en colores contrastantes en analogía con las más avanzadas investigaciones de Pontormo y Rosso Fiorentino.
La caracterización intensa de los santos anticipa las iconografías devocionales de la segunda mitad del siglo.